# Dodge Hornet (2006)
Dodge Hornet — це концепт-кар, розроблений компанією Dodge і представлений у 2006 році. Перша спроба Dodge побудувати такий маленький автомобіль. Очікувалося, що автомобіль буде випущено в 2010 році, але після Великої рецесії та реструктуризації Chrysler Group від концепту відмовилися.
Вперше використане на революційній моделі Hudson, а потім AMC, права на назву «Hornet» перейшли до Chrysler (батька Dodge) після придбання нею American Motors Corporation (AMC) у 1987 році.

## Розробка
У 2006 році компанія Dodge готувалася до виходу на європейський ринок з моделлю B-сегменту, демонструючи концепт Dodge Hornet. Мета полягала в тому, щоб запустити марку Dodge і виготовити автомобіль мініатюрного розміру, призначений виключно для молодих міських споживачів у Європі. За словами Дітера Цетше, голови правління концерну DaimlerChrysler (тоді компанії були об'єднані), автовиробник прагнув використати платформу, яка, можливо, була спочатку від Mitsubishi, а потім від Volkswagen Polo. Планувалося, що до 2008 року Hornet стане першим продуктом співпраці між Chrysler і Nissan, який буде на платформі Nissan Versa.
За словами компанії Dodge, концепт-кар 2006 року мав дизайн, натхненний ралі, оснащений 1,6-літровим 4-циліндровим двигуном Tritec з наддувом і потужністю 170 к.с. Цей двигун був здатний розганяти автомобіль від 0 до 97 км/год за 7,5 секунди, а максимальна швидкість — 215 км/год. Цей двигун був виготовлений на спільному підприємстві Chrysler-BMW у Бразилії.
Початкові плани щодо першої спроби Dodge побудувати такий маленький автомобіль передбачали вихід на ринок у 2010 році, але криза 2008 року в поєднанні з реорганізацією Chrysler, розділ 11, зупинила подальший розвиток.

## Підключення Fiat
Після злиття з Fiat наприкінці 2010 року компанія показала нову та нерозкриту ідентичність, яка, швидше за все, поділяла платформу Fiat 199 з Alfa Romeo MiTo. Розроблений, щоб конкурувати з Mini (BMW), новий Hornet мав вийти десь між 2011 та 2013 роками. У травні 2011 року Chrysler заявив, що Hornet буде випущено наприкінці 2011 року як перший у лінійці 2012 модельного року.
Відомі в компанії як «PF», тестові автомобілі, нібито нові Dodge Hornet в кузові хетчбек, були багато сфотографовані протягом 2011 року. Новий компакт мав називатися Dodge Hornet, на честь концептуального автомобіля 2006 року, який носив це ім'я, але також і родоводу автомобілів, що тягнеться 60 років назад до оригінального Hudson Hornet. Хоча автомобільні засоби масової інформації майже повсюдно називають Dodge Hornet, інші потенційні назви включали продовження Caliber і навіть воскресіння Neon для нового автомобіля, щоб конкурувати з Ford Focus і Chevrolet Cruze.
Подальші тестові транспортні засоби являли собою седан, заснований на Alfa Romeo Giulietta, абсолютно відмінній платформі від концептуального автомобіля Dodge Hornet 2006 року, але новий седан назвали Dart.